# South Hackensack
South Hackensack est un township situé dans le comté de Bergen dans l'État du New Jersey. En 2010, sa population est de 2 378 habitants.

## Démographie
| Groupe            | Irvington | New Jersey | États-Unis |
| ----------------- | --------- | ---------- | ---------- |
| Blancs            | 72,1      | 68,6       | 72,4       |
| Autres            | 14,0      | 6,4        | 6,4        |
| Afro-Américains   | 5,3       | 13,7       | 12,6       |
| Asiatiques        | 5,3       | 8,6        | 4,8        |
| Métis             | 2,9       | 2,3        | 2,9        |
| Amérindiens       | 0,3       | 0,3        | 0,9        |
| Total             | 100       | 100        | 100        |
|                   |           |            |            |
| Latino-Américains | 33,3      | 17,7       | 16,7       |

Selon l'American Community Survey, pour la période 2011-2015, 44,38 % de la population âgée de plus de 5 ans déclare parler l'anglais à la maison, 38,48 % l'espagnol, 7,06 % l'italien, 4,65 % l'arabe 1,32 % le polonais, 0,97 % l'ourdou, 0,70 % l'allemand, 0,58 % le tagalog et 1,86 % une autre langue.

## Source de la traduction
- (en) Cet article est partiellement ou en totalité issu de l’article de Wikipédia en anglais intitulé « South Hackensack, New Jersey » (voir la liste des auteurs).

1. ↑  (en) « Profile of General Population and Housing Characteristics: 2010 », sur factfinder.census.gov.
2. ↑  (en) « Population of New Jersey - Census 2010 and 2000 », sur censusviewer.com.
3. ↑  (en) « American FactFinder - Results », sur factfinder.census.gov.